# 本頓縣 (密西西比州)
本頓縣（英語：Benton County）是美國密西西比州北部的一個縣，北鄰田納西州。面積1,058平方公里。根據美國2000年人口普查，共有人口8,026人。縣治亞士蘭 (Ashland)。
成立於1870年7月15日。縣名紀念代表密蘇里州的聯邦參議員湯瑪斯·哈特·本頓 (Thomas Hart Benton)。